# Pontische waterjuffer
De Pontische waterjuffer (Coenagrion ponticum) is een juffer uit de familie van de waterjuffers (Coenagrionidae).
De soort staat op de Rode Lijst van de IUCN als niet bedreigd, beoordelingsjaar 2007.
De wetenschappelijke naam van de soort werd in 1929 als Agrion ponticum gepubliceerd door Aleksandr Nikolaevich Bartenev. De Nederlandstalige naam is ontleend aan Veldgids Libellen.